# Milwaukee Automobile Company

Milwaukee von 1900

Heckansicht

Milwaukee von 1901

Milwaukee Automobile Company war ein US-amerikanischer Hersteller von Automobilen.

## Unternehmensgeschichte
Herman Pfiel, W. G. Smith und W. H. Starkweather gründeten das Unternehmen im Dezember 1899. Der Sitz war in Milwaukee in Wisconsin. Die Produktion fand in einem Werk der Milwaukee Engineering Company statt. Automobile wurden von 1900 bis 1902 hergestellt. Der Markenname lautete Milwaukee. Einer der Mitarbeiter war W. H. McIntyre, der später die W. H. McIntyre Company gründete.
Im Mai 1902 kam das Ende. Eine Quelle nennt Überproduktion als Grund. Im Juni 1902 folgte der Bankrott. Im Juli 1902 wurde alles versteigert. Im August 1902 verklagte George Whitney von der Whitney Motor Wagon Company das Unternehmen wegen Patentverletzung.
Andere US-Hersteller von Personenkraftwagen mit Milwaukee im Markennamen waren Milwaukee Automobile and Brass Specialty Company, Milwaukee Moto Company und Milwaukee Auto Engines and Supply Company.

## Fahrzeuge
Im Angebot standen ausschließlich Dampfwagen.
1900 hatten die Fahrzeuge einen Zweizylinder-Dampfmotor mit 5 PS Leistung. Die Motorleistung wurde über eine Kette an die Hinterachse übertragen. Gelenkt wurde mit einem Lenkhebel. Genannt sind die Aufbauten Stanhope, Surrey und Lieferwagen.
1901 änderte sich wenig. Der Stanhope entfiel. Neu war ein Lastkraftwagen. Außerdem wurden die Preise erhöht.
1902 gab es Runabout, Surrey und Lieferwagen. Eine andere Quelle gibt an, dass 1902 ein neues Modell eingeführt wurde. Mit einer vorderen Haube, die wie eine Motorhaube aussah, erschienen die Fahrzeuge moderner. Neu war außerdem ein Lenkrad. Der Aufbau war ein viersitziger Tonneau mit Heckeinstieg.
Zwei Wagen nehmen gelegentlich am London to Brighton Veteran Car Run teil. Das Fahrzeug mit dem britischen Kennzeichen BS 8541 wurde am 12. Oktober 2016 mit einem Schätzpreis von 50.000 bis 70.000 Pfund Sterling auf einer Auktion angeboten. Am 4. März 2017 wurde es erneut auf einer Auktion angeboten, diesmal mit einem Schätzpreis von 40.000 Pfund.

## Modellübersicht
| Jahr | Modell  | Aufbau                         |
| ---- | ------- | ------------------------------ |
| 1900 | Steamer | Stanhope, Surrey, Lieferwagen  |
| 1901 | Steamer | Surrey, Lieferwagen, Lastwagen |
| 1902 | Steamer | Runabout, Surrey, Lieferwagen  |